# Иван Васильов
Иван Цоков Васильов е български архитект.

## Биография
Арх. Иван Васильов е роден на 28 февруари 1893 година в Оряхово. Гимназия завършва в София. Заминава за Мюнхен през 1911 г. да следва живопис. През 1914 г. се прехвърля да изучава архитектура в Политехническия институт в Карлсруе. Завършва архитектура през 1918 година.
След завръщането си в България започва работа съвместно с архитект Станчо Белковски. През 1925 година работи в съдружие с арх. Димитър Цолов. Събира ги родното Оряхово, откъдето произхождат и двамата и основават архитектурно бюро „Васильов – Цолов“. В архитектурното бюро „Васильов-Цолов“ двамата титуляри встъпват с равни права и задължения. Имената на двамата се свързват с построяването на сгради, без които архитектурната среда на столицата е немислима. Заедно със скулпторите Мара Георгиева, Любен Димитров, Михаил Кац, Дора Дончева и Иван Мандов, създава и архитектурно-скулптурното оформление на интериора на Паметника на свободата на връх Шипка. Висока оценка получават и проектите му за Дом на съветите (неосъществен), градоустройственото решение на площад „9 септември“ (сега пл. „Княз Александър Батенберг“) - в съавторство с колектив от „Софпроект“, Паметникът на Съветската армия в София (в съавторство), музейната сграда в Тетевен и много други.

## Памет
На архитектите Васильов и Цолов е наречена улица в квартал „Симеоново“ в София (Карта).

## Осъществени проекти

### Архитектурно бюро „Васильов – Цолов“
- Дворцов комплекс в с. Баня, Карловско, 1926 г.
- Театър на Народната армия в София, 1927 г.
- Занаятчийска банка (сега банка ДСК) в София, 1928 г.
- Катедрала „Света Неделя“ в София, 1929 г.
- Университетска библиотека в София, 1932 г.
- Къща на Ангел Кантарджиев в София, 1932 г.[2]
- Административна сграда на интендантството при Царския дворец (сега Столична община), 1935 г.
- Паметник – Читалище „Надежда“ в град Оряхово, 1934-1935 г.
- Читалище – театър „Развитие“ в град Враца, 1935-1937 г.
- Сграда на Българска народна банка в София, 1939 г.
- Административна сграда на фабрика „В. Пеев“ в София, 1939-1945 г.
- Сграда на Министерството на отбраната в София, 1939-1945 г.
- Административна сграда на дружество „Петрол“ в София, 1935-1945 г.
- Гвардейски казарми в София, 1937-1939 г.
- Университет в Силистра, 1934-1939 г.
- Народна библиотека „Св. св. Кирил и Методий“ в София, 1940-1953 г.
- Жилищни сгради на булевардите „Васил Левски“ и „Цар Освободител“ в гр. София.
- Вътрешна къща на бул. „Цар Освободител“ 25а, София, 1932 г.
- Жилищна сграда на ул. „Цар Симеон“ 57 в гр. София

### Арх. Иван Васильов (сам или с колектив)
- Ателие и къща на скулптора Андрей Николов (1878 – 1959) на ул. „Любен Каравелов“ 15 в София (днес Център за култура и дебати Червената къща)
- Стопанска академия, Свищов
- Дом на търговеца Владо Георгиев (после резиденция на Австрийското посолство), ул. „Гладстон“ 16, София (с арх. Станчо Белковски – единствената обща работа на Белковски и Васильов)

## Галерия
- Тетевенски исторически музей
- Църквата „Света Неделя“ – София
- Сградата на Българска народна банка
- Централният монумент на Паметника на Съветската армия
- Министерски съвет
- Червената къща